# Katja Kassin
Katja Kassin, pseudonimo di Ute Ebert (Lipsia, 24 settembre 1979), è un'ex attrice pornografica tedesca.

## Biografia e carriera pornografica
Nata Ute Ebert a Lipsia, allora in Germania Est, prima di tre fratelli, trovò lavoro a 15 anni, dopo la scuola e nei fine settimana, come venditrice di gelati in un ristorante italiano.
Fece la cameriera per sei anni, durante le superiori e l'università. Nel settembre 2000 iniziò a lavorare come modella di nudo per fotografi amatoriali e siti web. Dopo tre anni, passò ai servizi softcore e, infine, prese contatto con la pornostar tedesca Dru Berrymore. La Kassin conobbe Mark Spiegler dell'agenzia Spiegler Girls, per cui lavorò per tre anni e mezzo. Il 9 settembre 2006, ha firmato un contratto con l'agenzia americana LA Direct Models. Prima di trasferirsi negli Stati Uniti, la Kassin ha studiato Scienze politiche all'Università di Lipsia.
Il suo primo film negli Stati Uniti fu "Straight to the A 4" di Vince Voyeur per la Red Light District. Venne girato nel marzo 2003. In precedenza aveva fatto solo due scene in Europa. Nel 2004 trasferì definitivamente nell'area di Los Angeles. Il 1º giugno 2007 ha fatto un'operazione di aumento dei seni a New York. Il suo primo servizio dopo l'intervento è stato il 26 giugno 2007.
In Germania Katja è nota per le sue partecipazioni al programma televisivo erotico Wa(h)re Liebe. Nel 2009 si è ritirata temporaneamente dall'industria pornografica per dedicarsi agli studi, salvo poi ritornare a girare scene due anni più tardi. Dal 2017 non ha più girato per cui dopo oltre 1000 scene e con 2 AVN Award e XRCO, la sua carriera può considerarsi conclusa.
La Kassin parla correntemente tedesco, russo e inglese. Il nome "Katja" le fu suggerito dal fotografo del suo primo servizio di nudo.

## Vita privata
Nel 2004 ha sposato il collega Sledge Hammer da cui si è separata nel 2006 e due anni dopo hanno divorziato.

## Riconoscimenti
- AVN Awards
  - 2006 – Best Solo Sex Scene per Anal Showdown[13]
  - 2009 – Best POV Sex Scene per Double Vision 2 con Tory Lane e Erik Everhard[14]
- XRCO Awards
  - 2006 – Orgasmic Analist[15]
- Altri premi
  - 2003 – Adam Film World Award – Actress of the Year
  - 2004 – Venus (Europa) – Jury Award for Best International Actress

## Filmografia
- Biggz and the Beauties 4 (2003)
- Blow Me Sandwich 2 (2003)
- Butt Cream Pie 1 (2003)
- Butt Quest 2 (2003)
- Buttman's Big Butt Backdoor Babes 3 (2003)
- Crack Her Jack 2 (2003)
- Cum Dumpsters 4 (2003)
- Cum In My Ass Not In My Mouth 1 (2003)
- Cumstains 2 (2003)
- Erotica XXX 2 (2003)
- Feeding Frenzy 3 (2003)
- Hellcats 2 (2003)
- Hi-teen Club 5 (2003)
- I Like It Black and Deep in My Ass 4 (2003)
- I Love 'em Natural 1 (2003)
- Internal Cumbustion 2 (2003)
- Interracial Lust 1 (2003)
- Interracial Nation 4 (2003)
- Island Fever (2003)
- Jack's Playground 1 (2003)
- Joey Silvera's New Girls 3 (2003)
- Just Ass for All (2003)
- Katja Kassin's Fuck Me (2003)
- Lex Steele XXX 2 (2003)
- Lingerie 2 (2003)
- Look What's Up My Ass 2 (2003)
- Manhammer 1 (2003)
- No Cum Dodging Allowed 1 (2003)
- No Limits 4 (2003)
- Opera (2003)
- Pink Pussy Cats 6 (2003)
- POV Pervert 1 (2003)
- Pussy is Not Enough 2 (2003)
- Pussyman's International Butt Babes 7 (2003)
- Straight To The A 4 (2003)
- Truly Nice Ass 3: For Crack Addicts (2003)
- Un-natural Sex 10 (2003)
- Up Your Ass 21 (2003)
- Whores Inc. 2 (2003)
- 10 Man Cum Slam 7 (2004)
- 100% Natural Wonders 1 (2004)
- 2 + Me = 3 (2004)
- 5 On 1 1 (2004)
- A2M 3 (2004)
- Absolute Ass 2 (2004)
- Altered Assholes 1 (2004)
- Anal Latex Whores 1 (2004)
- Anal Nitrate (2004)
- Anal Retentive 1 (2004)
- Anal Retentive 4 (2004)
- Anal Sluts And Sweethearts 11 (2004)
- Anal Trainer 8 (2004)
- Anything Goes (2004)
- Apprentass 1 (2004)
- Art Of Oral Sex (2004)
- Art School Sluts (2004)
- Ass 2 Mouth 2 (2004)
- Ass 4 Cash 1 (2004)
- Ass Driven 2 (2004)
- Ass Fucked 1 (2004)
- Ass Obsessed 2 (2004)
- Ass Obsessed 3 (2004)
- Ass 'troyed (2004)
- Ass Worship 6 (2004)
- Assentials (2004)
- Azz Fest 5 (2004)
- Backdoor Driller (2004)
- Barefoot Confidential 33 (2004)
- Barely Legal 45 (2004)
- Belladonna: My Ass Is Haunted (2004)
- Best Butt in the West 7 (2004)
- Bet Your Ass 1 (2004)
- Big Butt Brotha Lovers 3 (2004)
- Big Butt Smashdown 2 (2004)
- Bitches in Heat 1 (2004)
- Black in the Saddle Again (2004)
- Black Up That White Ass 2 (2004)
- Camel Hoe's 1 (2004)
- Chapter X (2004)
- Chasing The Big Ones 22 (2004)
- Crack Addict 1 (2004)
- Craving Big Cocks 2 (2004)
- Cum Fart Cocktails 1 (2004)
- Cum Swallowing Whores 3 (2004)
- Delusions (2004)
- Dementia 1 (2004)
- Double Impact 2 (2004)
- Double Stuffed 5 (2004)
- DP Wreckage 1 (2004)
- Droppin' Loads 3 (2004)
- Droppin' Loads 4 (2004)
- Fantasy Of Flesh (2004)
- Filthy Things 3 (2004)
- Firebush 2 (2004)
- Four X Four 5 (2004)
- Fresh Ass Whores 2 (2004)
- Fresh Meat 18 (2004)
- Gang Bang 4 (2004)
- Girl Crazy 4 (2004)
- Girls of Sodom (2004)
- Give Me Gape 2 (2004)
- Droppin' Loads 4 (2004)
- Fantasy Of Flesh (2004)
- Filthy Things 3 (2004)
- Firebush 2 (2004)
- Four X Four 5 (2004)
- Fresh Ass Whores 2 (2004)
- Fresh Meat 18 (2004)
- Gang Bang 4 (2004)
- Girl Crazy 4 (2004)
- Girls of Sodom (2004)
- Give Me Gape 2 (2004)
- Grand Theft Anal 4 (2004)
- Grudge Fuck 2 (2004)
- Heavy Metal 6 (2004)
- Hellcats 4 (2004)
- High School Teachers in Heat 2 (2004)
- Hook-ups 5 (2004)
- I Wanna Get Face Fucked 1 (2004)
- Interracial Sex Shooter 5 (2004)
- Jack's Anal Initiations 1 (2004)
- Jack's Teen America 2 (2004)
- Jewel De'Nyle's Last Movie (2004)
- Just My Ass Please 2 (2004)
- KSEX Games 2004 (2004)
- Lethal Injections 1 (2004)
- Lezbo A-Go-Go (2004)
- Lighter Side of Heather (2004)
- Load In Every Hole 9 (2004)
- Mr. Pete Is Unleashed 1 (2004)
- My Milkshake is Thick and Double-Dicked 1 (2004)
- Myne Tease 3 (2004)
- Perverted POV 7 (2004)
- Phat Azz White Girls 7 (2004)
- Pole Position 2 (2004)
- Private Xtreme 15: Ass Games (2004)
- Psycho Love (2004)
- Pussy Party 1 (2004)
- Rain Coater's Point of View 4 (2004)
- Reality Porn 1: Summer Luvin' (2004)
- Rectal Rooter 6 (2004)
- Riveted Rectums (2004)
- Semen Sippers 3 (2004)
- Service Animals 18 (2004)
- She Got Ass 1 (2004)
- Shove It Up My Ass 1 (2004)
- Shove It Up My... 2 (2004)
- Slayer Unleashed 3 (2004)
- Specs Appeal 18 (2004)
- Strange Love (2004)
- Suck Fuck Swallow 1 (2004)
- Sweet Cheeks 5 (2004)
- Teen Queen Pussy (2004)
- There's Something About Jack 31 (2004)
- Three's Cumpany (2004)
- Threesomes (2004)
- Truly Nice Ass 6: Fun Buns (2004)
- Ultimate Asses 3 (2004)
- Ultimate DP Gang Bang 1 (2004)
- Uranus or Bust (2004)
- Wet Teens 5 (2004)
- White Wife Black Cock 4 (2004)
- Wild Side 1 (2004)
- Young Blonde Voyeurs 2 (2004)
- Young Cheerleaders Swap N' Swallow 2 (2004)
- 2 Fast for Love (2005)
- American Dreams (2005)
- Anal Incorporated (2005)
- Anal Prostitutes On Video 2 (2005)
- Anal Showdown (2005)
- Anal Sinsations (2005)
- And The Envelope Please Tawny Roberts (2005)
- Apple Bottomz 1 (2005)
- Apprentass 3 (2005)
- Ass Factor 2 (2005)
- Ass Feast 2 (2005)
- Ass Pumpers 1 (2005)
- Ass Takers 1 (2005)
- Ass Up Face Down (2005)
- Assault That Ass 6 (2005)
- Assfixiation 2 (2005)
- Assploitations 5 (2005)
- Asswhole 2 (2005)
- Bacchanales (2005)
- Barely Legal All Stars 4 (2005)
- Beef Eaters 2 (2005)
- Belladonna's Do Not Disturb (2005)
- Big Ass Orgy (2005)
- Big Booty White Girls 3 (2005)
- Big Gulps 1 (2005)
- Big Toys No Boys 3 (2005)
- Big White Wet Butts 2 (2005)
- Black Boned 2 (2005)
- Black in the Crack Black in the Back 1 (2005)
- Black in White 3 (2005)
- Black Magic (2005)
- Blow Me 3 (2005)
- Bush Hunter 1 (2005)
- Buttman's Vault of Whores (2005)
- Butts 2 Nuts 5 (2005)
- Cameltoe Perversions 3 (2005)
- Camp Cuddly Pines Power Tool Massacre (2005)
- Craving Black Cock 1 (2005)
- Crude Oil 1 (2005)
- Cum Buckets 2 (2005)
- Cum Swappers 4 (2005)
- Cumstains 6 (2005)
- Day Without Whores (2005)
- Erotic Cabaret 1 (2005)
- European Mail Order Brides 5 (2005)
- Fuck Doll Sandwich 3 (2005)
- Fuck My White Ass 1 (2005)
- Gag on This 1 (2005)
- Girl Crazy 6 (2005)
- Glamour Sluts 1 (2005)
- Goo 4 Two 2 (2005)
- Great Big Asses 1 (2005)
- Gutter Mouths 31 (2005)
- Hand to Mouth 2 (2005)
- Hellfire Sex 2 (2005)
- Her First Anal Sex 2 (2005)
- Hold Every Drop Then Swap (2005)
- Hooker Chic (2005)
- Hook-ups 8 (2005)
- Hos 4 Bros (2005)
- House of Anal (2005)
- House Pets (2005)
- I Got Banged 3 (2005)
- If It Ain't Black Take It Back 4 (2005)
- In Da White Booty (2005)
- Iron Head 3 (2005)
- Jack's My First Porn 3 (2005)
- Jack's Teen America 7 (2005)
- Jon Dough's Favorite Blow Jobs And Anals (2005)
- Kick Ass Chicks 22: Superstars (2005)
- Kick Ass Chicks 23: Anal Queens (2005)
- Kiss My Ass (2005)
- Lewd Conduct 23 (2005)
- Live In Slave 3 (2005)
- Lucky Bastard 3 (2005)
- Man's Best Friend (2005)
- Many Shades of Mayhem 1 (2005)
- Mayhem Explosions 3 (2005)
- Motel Freaks (2005)
- Mouth 2 Mouth 1 (2005)
- Ms. Violation (2005)
- Nailed With Cum 2 (2005)
- Nasty Hard Sex 2 (2005)
- Next Exit Porn Valley (2005)
- No Cum Spitting 2 (2005)
- No Man's Land Interracial Edition 8 (2005)
- Nut Busters 6 (2005)
- Nuttin' Hunnies 2 (2005)
- Nuttin' Hunnies 3 (2005)
- O Zone (2005)
- Outnumbered 3 (2005)
- Please Drill My Ass POV Style 2 (2005)
- Searching For: The Anal Queen 2 (2005)
- Semen Demons 2 (2005)
- Shag (2005)
- Share the Load 3 (2005)
- Shut Up And Fuck Me 2 (2005)
- Size Queens 2 (2005)
- Ski Bitch (2005)
- Slick Chicks Black Dicks (2005)
- Smokin' Redhead Pussies (2005)
- Spunk'd (2005)
- Squirting 101 7 (2005)
- Strap Attack 3 (2005)
- Stuck In The Deep End (2005)
- Surrender to Lust (2005)
- Taste Her Ass 2 (2005)
- Tastes Like Cum (2005)
- Tear Me A New One 1 (2005)
- Teenage Anal Princess 2 (2005)
- Tex-ass Hole Em (2005)
- Throat Sluts 1 (2005)
- Top Porn Stars (2005)
- Who Fucked Rocco (2005)
- Workplace (2005)
- 69 Flava's 1 (2006)
- American Daydreams 1 (2006)
- Anal Addicts 22 (2006)
- Anal Adventures 1: Sorority Sisters (2006)
- Anal Renegades 2 (2006)
- Anal Xcess 3 (2006)
- Anal-Licious 1 (2006)
- Anally Yours... Love, Jenna Haze (2006)
- Are You a Buttman (2006)
- Ass Addiction 1 (2006)
- Ass Breath (2006)
- Ass For Days 1 (2006)
- Ass Masterpiece 1 (2006)
- Ass Parade 6 (2006)
- Ass Takers 2 (2006)
- Ass Whores from Planet Squirt 2 (2006)
- Assfensive 6 (2006)
- Asstravaganza 2 (2006)
- Assturbators 3 (2006)
- Assume the Position (2006)
- Backdoor Desires (2006)
- Belladonna: Fetish Fanatic 3 (2006)
- Big Bubble Butt Anal Sluts 1 (2006)
- Black Cock Addiction 2 (2006)
- Black Domination (2006)
- Black Label 41: God's Will (2006)
- Black Men White Women (2006)
- Bring It Black 3 (2006)
- Bring Your A Game 2 (2006)
- Bubble Butts Galore 4 (2006)
- Butt Blast (2006)
- Butt Gallery 5 (2006)
- Culos Gigantes 1 (2006)
- Cum Buckets 6 (2006)
- Cum Swallow (2006)
- Cumstains 7 (2006)
- Curb Appeal (2006)
- Custom Blowjobs (2006)
- Dark Side of Mya Luanna (2006)
- Destination Dirtpipe 1 (2006)
- Destroy the World 4 (2006)
- Devinn Lane's Guide to Strap-On Sex (2006)
- Disturbed 4 (2006)
- Double D Babes 2 (2006)
- Double Shocker 2 (2006)
- DP Me Baby 2 (2006)
- Elite 1 (2006)
- Erotica XXX 11 (2006)
- Facial Frenzy 2 (2006)
- Fucking in the Name of Science (2006)
- Gag Factor 22 (2006)
- Girl Power (2006)
- Girlvana 2 (2006)
- Girlvert 13 (2006)
- Good Whores Take It in the Ass 2 (2006)
- House of Ass 1 (2006)
- Incredible Expanding Vagina (2006)
- Interactive Gangbang (2006)
- Interracial (2006)
- Interracial Encounters (2006)
- Jack's Big Ass Show 3 (2006)
- Jack's Big Ass Show 5 (2006)
- Jack's Teen America 16 (2006)
- Janine Loves Jenna (2006)
- Jenna Does Carmen (2006)
- Katja Kassin's Foot Tease (2006)
- Kick Ass Chicks 34: Big White Butts (2006)
- Little Cream Puffs 12 (2006)
- Male Is In The Czech (2006)
- Maximum Results (2006)
- McKenzie Illustrated (2006)
- Meat My Ass 1 (2006)
- MILF Slammers 1 (2006)
- My Sex Tour 4 (2006)
- Neighbor Affair 1 (2006)
- Nurse This (2006)
- Nurseholes 1 (2006)
- Nuts 4 Big Butts 1 (2006)
- Pat Myne's POV (2006)
- Penetration 12 (2006)
- Plug My Ass in the USA (2006)
- Power Bitches 2 (2006)
- Pure Filth 3 (2006)
- Ready Set Blow (2006)
- Ronnie James' Anal POV (2006)
- Ronnie James POV Pussy (2006)
- Sexecution 1 (2006)
- She's Got It 1 (2006)
- Shove It Up My... 4 (2006)
- Slumber Party 20 (2006)
- Some Like It Hot (2006)
- Sploshed (2006)
- Tailgunners (2006)
- Thick-Azz-A Brick 2 (2006)
- Thumb Suckers 1 (2006)
- Triple Header 1 (2006)
- Triumph of the Tushy (2006)
- Two In One Hole (2006)
- Ultrapussy (2006)
- Vamp (2006)
- WCP Ass Magazine (2006)
- We Take It Black (2006)
- XXX The Sexual Level (2006)
- Alone in the Dark 5 (2007)
- American Dream (2007)
- Anal Recruiters 1 (2007)
- Anal Ultimatimum (2007)
- Analicious (2007)
- Around The World In Seven Days (2007)
- Art Of The Cumfart 1 (2007)
- Ass Everywhere 2 (2007)
- Ass Invaders 1 (2007)
- Asseaters Unanimous 14 (2007)
- Asspocalypto (2007)
- ATM On Demand 2 (2007)
- Belladonna: Manhandled 2 (2007)
- Belladonna: No Warning 3 (2007)
- Bend Over and Say Ahhhh Again (2007)
- Best of Lewd Conduct (2007)
- Big Bubble Buttz 2 (2007)
- Big Wet Asses 10 (2007)
- Black Bros and White Booty Ho's (2007)
- Boundaries 1 (2007)
- Bring Your A Game 3 (2007)
- Butt I Like It (2007)
- Butt Licking Anal Whores 7 (2007)
- Chemistry 2 (2007)
- Chocolate Lovin' Moms 2 (2007)
- Chocolate Lovin' Moms 4 (2007)
- Chunky Butts (2007)
- Come As You Please (2007)
- Control 6 (2007)
- Cum Play With Me 3 (2007)
- Cum Play With Me 4 (2007)
- Dark Carnival (2007)
- Deeper 5 (2007)
- Desperate MILFs and Housewives 1 (2007)
- Desperate MILFs and Housewives 2 (2007)
- Dirty Dozen (2007)
- Dirty Habits (2007)
- Double Bubble White Booty 1 (2007)
- Double Violation (2007)
- Dreamgirlz 1 (2007)
- Filth And Fury 3 (2007)
- Girl Gangs (2007)
- Glory Hole (2007)
- Gluteus Maximass 1 (2007)
- Handjob Heaven (2007)
- Heinies 4 (2007)
- Heinies 7 (2007)
- Her First Anal Sex 11 (2007)
- Hit Me with Your Black Cock (2007)
- Hotter Than Hell 1 (2007)
- I Got 5 on It 2 (2007)
- I Love Ashley (2007)
- I Love Black Dicks (2007)
- I Love Roxy (2007)
- In My Butt (2007)
- Intimate Invitation 6 (2007)
- Jada Fire Is Squirtwoman 2 (2007)
- Jerk And Swallow 2 (2007)
- Lex and His Women (2007)
- Licensed to Blow 2 (2007)
- Lord of Asses 9 (2007)
- Masturbation Mayhem 1 (2007)
- My Space 1 (2007)
- MyPlace 3 (2007)
- Naughty Office 7 (2007)
- Nautica Thorn: All Access (2007)
- Pantyhose Whores 1 (2007)
- Please Help Me with My Tight Ass (2007)
- POV Casting Couch 22 (2007)
- Pussy Cats 2 (2007)
- Rub My Muff 12 (2007)
- Sex Mania (2007)
- Sexual Freak 4: Jana Cova (2007)
- Sick Chixxx (2007)
- Slutty and Sluttier 2 (2007)
- Strap-On Addicts 3 (2007)
- Swallow My Squirt 5 (2007)
- Tastes Like Cum 2 (2007)
- Taunting (2007)
- Tea-bags And Tossed Salads (2007)
- Tough Love 11 (2007)
- Upload (2007)
- V Word (2007)
- Valley Whores 2 (2007)
- Viva La Van (2007)
- Whack Jobs 1 (2007)
- Wife Switch 1 (2007)
- X Cuts: Drilled 3 (2007)
- Young and Dumb and Full of Cum 6 (2007)
- A Hole is a Terrible Thing To Waste (2008)
- All About Anal 5 (2008)
- All American Nymphos 5 (2008)
- Anal Sex 4 Dummys (2008)
- Ass on Tap (2008)
- Ass Parade 15 (2008)
- Award Winning Anal Scenes 2 (2008)
- Bad Azz (2008)
- Bangin White Ass (2008)
- Belladonna's Odd Jobs 4 (2008)
- Big Boob Orgy 1 (2008)
- Big Butts Like It Big 1 (2008)
- Big Fat Pussies (2008)
- Black in My Crack 1 (2008)
- Black Sperm Receptacles (2008)
- Blonde Cum Fun (2008)
- Bound 1 (2008)
- Butt Buffet 3 (2008)
- Chocolate Melts in Your Mouth and in Your Hands 2 (2008)
- Craving Audrey Hollander (2008)
- Cum In Me Please (2008)
- Deep Anal Abyss 1 (2008)
- Dirty Little Secrets (2008)
- Don't Look Now But There's a Cock in Your Ass (2008)
- Double Anal Delight (2008)
- Double Decker Sandwich 11 (2008)
- Double Vision 2 (2008)
- Fill Me Black (2008)
- Frosty The Snow Ho (2008)
- Head Case 3 (2008)
- Hellfire Sex 12 (2008)
- Hillary for President (2008)
- I Like Phat Bunz 2 (2008)
- I Love Big Butts (2008)
- Lesbians Love Sex 1 (2008)
- Lesbians Love Sex 3 (2008)
- Load Warriors 1 (2008)
- Medical Pain Sluts (2008)
- Monster Curves 2 (2008)
- Monster Meat 6 (2008)
- No Man's Land Coffee and Cream 2 (2008)
- POV Blowjobs 1 (2008)
- POV Cocksuckers 6 (2008)
- Private Fetish 2: Nylon Nymphomania (2008)
- Private Moments (2008)
- Sinful Fucks (2008)
- Squirt-Stravaganza (2008)
- Super Shots: Ass That (2008)
- Super Shots: Gimme Pink 2 (2008)
- Superwhores 13 (2008)
- Swap Meat (2008)
- This Butt's 4 U 4 (2008)
- Tits and Ass 1 (2008)
- Tits N' Ass (2008)
- Top Ten (2008)
- Watch Your Back 1 (2008)
- White Bubble Butts 1 (2008)
- 101 Natural Beauties (2009)
- All Up in That Ass (2009)
- Anal Payload (2009)
- Ass The New Pussy (2009)
- Attack of the Great White Ass (2009)
- Big Ass Fixation 5 (2009)
- Big Ass White Girls 1 (2009)
- Big Booty Cuties 2 (2009)
- Big Butts Like It Big 4 (2009)
- Big Rack Attack 6 (2009)
- Big Wet Butts 1 (2009)
- Blowbang Sexxxperience (2009)
- Club Katja (2009)
- Cock Tease 2 (2009)
- Cougar Sex Club 3 (2009)
- Creamy Faces 1 (2009)
- Creamy Faces 2 (2009)
- Cumshots 11 (2009)
- Cumstains 10 (2009)
- Dark Side of Marco Banderas 3 (2009)
- Doggy Style (2009)
- Double Time (2009)
- FlowerTucci.com 4 (2009)
- Hellfire Sex 14 (2009)
- Hellfire Sex 15 (2009)
- Hellfire Sex 16 (2009)
- King of Coochie 2 (2009)
- Lesbians Love Sex 4 (2009)
- Lisa Ann's Bases Loaded (2009)
- Lucky Lesbians 5 (2009)
- Man Of Steel (2009)
- Mandingo Goes Deep (2009)
- Manuel Ferrara Unleashed (2009)
- Masturbation Nation 2 (2009)
- Mean Dungeon 1 (2009)
- Motel Voyeur (2009)
- Mother-Daughter Exchange Club 8 (2009)
- Tappin' That White Ass (2009)
- Teenage Babysitters (2009)
- Tinkle Time 3 (2009)
- Top Guns 9 (2009)
- Tunnel Butts 3 (2009)
- Tushy Riders 2 (2009)
- Whatabooty 7 (2009)
- White Kong Dong 3 (2009)
- All-Star Overdose (2010)
- Black and White Fuckin Tonight (2010)
- Gangbang Squad 17 (2010)
- Group Sex Junkies (2010)
- Group Sluts (2010)
- I Like Em White 1 (2010)
- Interracial Anal Love 2 (2010)
- Interracial Mania (2010)
- John E. Depth Is a Pain in the Ass (2010)
- Lesbians Love Sex 5 (2010)
- Manhammer 9 (2010)
- Masturbation Nation 7 (2010)
- Outnumbered 5 (2010)
- Playgirl's Hottest Interracial 1 (2010)
- Self Service Sex 1 (2010)
- White Ass Attack 4 (2010)
- Addicted To Big Dick (2011)
- Anal Encounters 2 (2011)
- Big Ass Mommies (2011)
- Bondage Girl-A-Go-Go (2011)
- Real Workout 3 (2011)
- Take It Up Your Ass MILF 1 (2011)
- Anal Motherfucker 1 (2012)
- Ass Factor 1 (2012)
- Asses for the Masses 1 (2012)
- Battle Of The Asses 4 (2012)
- Big Booty Shake Down (2012)
- Bound Gang Bangs 18816 (2012)
- Cougarland (2012)
- Don't Tell My Wife I Buttfucked Her Best Friend 2 (2012)
- ElectroSluts 23378 (2012)
- ElectroSluts 23379 (2012)
- Everything Butt 17981 (2012)
- Everything Butt 24098 (2012)
- Everything Butt 27011 (2012)
- Fucking Machines 24055 (2012)
- Fucking Machines 24056 (2012)
- Fucking Machines 26552 (2012)
- Hard Core Tory (2012)
- Horny Little Sex Kittens (2012)
- Lesbian Rehab (2012)
- Mommy Blows Best 14 (2012)
- Mom's Cuckold 11 (2012)
- Neighborhood Swingers 7 (2012)
- Phat Bottom Girls 6 (2012)
- Seasoned Players 17 (2012)
- Seduction of Katja Kassin: An All Girl Gang Bang Fantasy (2012)
- Sex and Submission 17982 (2012)
- Spin Suck and Fuck 2 (2012)
- Thou Shalt Not Steal (2012)
- Titterific 22 (2012)
- White Kong Dong Vs Black Kong Dong 2 (2012)
- 2 Chicks Same Time 15 (2013)
- Anal Asses (2013)
- Anal Overload (2013)
- Ass Stretching Coeds 2 (2013)
- Big Butts Like It Big 14 (2013)
- Black 14 Inch Cock Anal Initiations (2013)
- Black Dick White Trick (2013)
- Cock Rockin' Groupies (2013)
- Couples Seeking Teens 11 (2013)
- Creeper 2 (2013)
- Dirty Masseur 3 (2013)
- Everything Butt 28266 (2013)
- Everything Butt 28271 (2013)
- Everything Butt 29291 (2013)
- Foot Worship 30228 (2013)
- Holes of Glory 3 (2013)
- It's Okay She's My Mother In Law 13 (2013)
- Juicy White Anal Booty 7 (2013)
- MILF Revolution (2013)
- Moms Interracial Sex Adventures (2013)
- Monsters of Cock 38 (2013)
- Mother Suckers (2013)
- My Dad's Best Friend 2 (2013)
- My Friend's Hot Mom 36 (2013)
- My Wife Caught Me Assfucking Her Mother 4 (2013)
- Nurse Nasty (2013)
- Phat Ass White Girls 6: P.A.W.G. (2013)
- Screaming For Booty (2013)
- Sisters (2013)
- Total Titty Fucking Domination (2013)